# Trieces bradleyi
Trieces bradleyi là một loài tò vò trong họ Ichneumonidae.